# De Doncker
De Doncker is een Vlaamse achternaam. In 1998 woonden er zo'n 1.315 mensen in België met deze naam (zie variaties), het overgrote deel van hen in Vlaanderen. De meeste De Donckers wonen in Antwerpen en Grimbergen.

## Oorsprong
Er zijn twee takken van de naam De Doncker. Een vindt zijn oorsprong in de streek van Humbeek (Grimbergen). Daar is de op een na grootste populatie en er wonen ook veel De Donckers in de gemeenten rond Grimbergen. Een tweede groep woont in de stad Antwerpen.

## Variaties
Hier staan mogelijke variaties op de naam vermeld en het aantal dragers ervan anno 1998. Tussen haakjes staat de gemeente en streek waar de naam het meest voorkomt. De namen staan gerangschikt van meeste naar minste naamdragers.
- De Doncker, 1.315 personen, vooral in Vlaams-Brabant en Antwerpen
- Dedoncker, 475 personen, vooral in Vlaams-Brabant en rond de steden Antwerpen en Gent
- Dendoncker, 240 personen, vooral in West-Vlaanderen
- Den Doncker, 41 personen
- Dendonker, 7 personen
- De Donckere, 1 persoon
- Totaal: 2.049 personen met de naam De Doncker of een variant ervan.

## Voorkomen van De Doncker
In de tabel de top 3 steden/gemeenten waar de meeste naamdragers woonden anno 1997. De cijfers voor De Doncker en Dedoncker zijn opgeteld.
| plaats        | provincie      | naamdragers |
| ------------- | -------------- | ----------- |
| 1) Gooik      | Vlaams-Brabant | 75 mensen   |
| 2) Antwerpen  | Antwerpen      | 68 mensen   |
| 3) Grimbergen | Vlaams-Brabant | 57 mensen   |

## Bekende personen
De Doncker
- Wally De Doncker, Belgisch jeugdauteur (°1958)
- Siegfried De Doncker, Belgische presentator/acteur (°1989)

Dendoncker
- Jens Dendoncker, komiek (°1990)
- Leander Dendoncker, profvoetballer (°1995)